# Личная жизнь Майкла Джексона

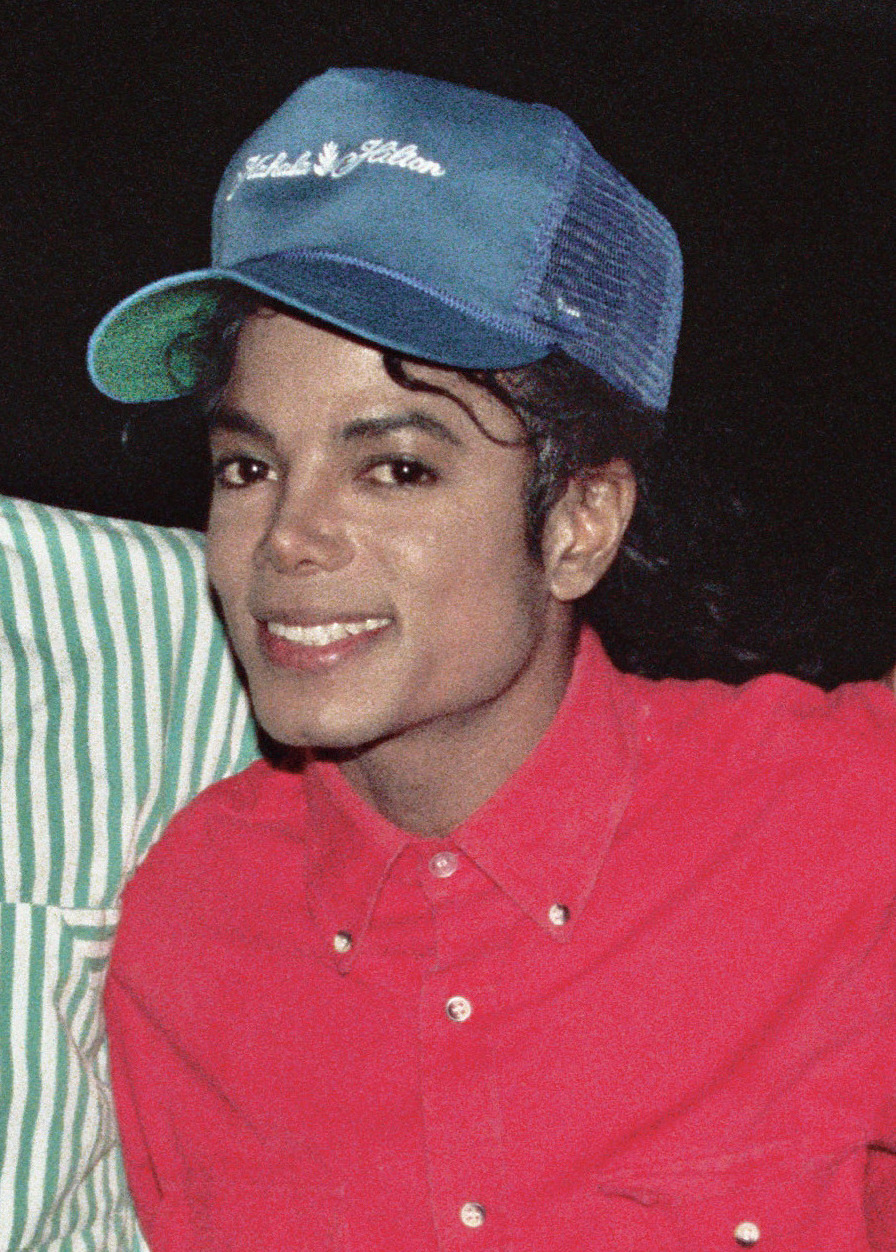
Майкл Джексон в 1988

Личная жизнь Майкла Джексона была объектом внимания общественности и СМИ несколько десятилетий.

## Обзор
Сексуальное развитие Майкла Джексона началось в очень раннем возрасте. С девяти лет он работал в составе группы The Jackson 5, где вместе с братьями выступал в клубах на одной площадке со стриптизёршами и трансвеститами. Майклу было известно о сексуальных приключениях его братьев с поклонницами и проститутками.
Эстрадный артист не был связан любовными узами, пока не встретил свою первую любовь, тогда ещё юную актрису Татум О’Нил, в которую влюбился, будучи тинейджером, в 1970-х годах. Однако вскоре чувства между ними остыли.
После, Джексон увлекся моделью Брук Шилдс. Со слов модели, между ними не было сексуальных отношений, была только крепкая дружба. Когда Джексон и Шилдс стали старше, они стали видеться реже, вплоть до прекращения контактов в 1993 году.
Джексон познакомился с Лизой Марией в 1974 году через её отца — Элвиса Пресли. Однако регулярно встречаться они начали лишь в 1993 году. Вскоре после этого против Джексона была возбуждена первая серия обвинений в растлении малолетних. Пресли поддерживала Джексона, в том числе и тогда, когда он стал зависим от болеутоляющих, впоследствии приведших его в реабилитационный центр. Когда Майкл по телефону сделал предложение Пресли выйти замуж, она согласилась. Свадьба состоялась 26 мая 1994 году на закрытой церемонии в Доминиканской Республике. Через некоторое время после свадьбы начались семейные неурядицы и частые ссоры. Брак с Лизой Марией закончился разводом в январе 1996 года. Несмотря на это, Джексон и Пресли остались друзьями.
Во время брака с Пресли у Джексона была тайная связь с Дебби Роу, которая, будучи ассистенткой дерматолога, начиная с 1980-х годов, помогала в лечении внешних изменений кожи певца, вызванных витилиго. Находясь всё ещё в браке с Пресли, Джексон сделал ребёнка вместе с Роу. Однако в марте 1996 года у неё случился выкидыш. После сурового испытания и завершения первого развода, Джексон женился на Роу 13 ноября 1996 года в Сиднее. Именно она родила первых двух детей Майкла — сына Принца Майкла Джексона (13 февраля 1997 года) и дочку — Пэрис Майкл Кэтрин Джексон (3 апреля 1998 года). Пара развелась 8 октября 1999 года. Роу отдала полные права на опекунство детей Джексону.
Третий и последний ребёнок Джексона — сын Принц Майкл Джексон II родился от неизвестной суррогатной матери 21 февраля 2002 года.

## Ранние сексуальные и эмоциональные опыты

### Стрип-клубы

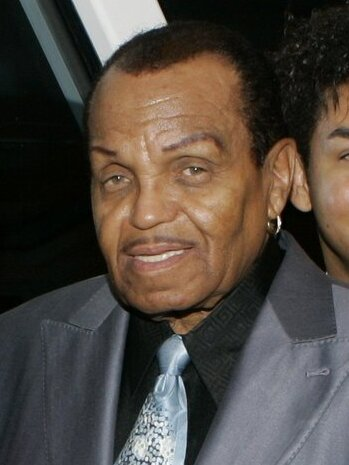
Отец Джексона Джозеф. Его сыновья играли в стрип-клубах, несмотря на строгое религиозное воспитание со стороны матери.

С юных лет у Майкла Джексона был доступ к сексу. У его родителей были противоположные взгляды на жизнь. Его мать Кэтрин состояла в религиозной организации Свидетелей Иеговы и была уверена, что похоть в мыслях или действиях греховна, а девственность нужно хранить до брака. В отличие от своей жены, отец Джозеф, работник сталелитейной фабрики, сторонился религии и в начале карьеры организовывал выступления The Jackson 5 в стрип-клубах и убогих барах. Он позволял 9-летнему Майклу наблюдать из-за кулис за тем, как публика активно поддерживала женщин, которые раздевались.
Однажды, зачарованный Майкл наблюдал, как пышногрудая женщина сняла с себя всё до нижнего белья. Стриптизерша продолжала раздеваться, вытаскивая из лифчика два больших апельсина и снимая парик с головы. В итоге он понял, что это была вовсе не женщина.
Во время выступлений в Peppermint Lounge в Чикаго, братья сделали глазок в гримёрной, через который они хорошо видели женскую душевую. Они по очереди подглядывали за женщинами, и, как позже рассказал Марлон, «пытались узнать о девушках всё, что только можно».
Во время других выступлений братья исполняли «Skinny Legs and All» Джо Текса. Джозеф Джексон приказал юному Майклу выйти в зал, проползти под столами и заглянуть под юбки девушек, сделав это частью выступления. Хотя Джексон смутился от такого задания, он притворился, что ему нравится, зная, что зрителям понравится такая программа.
В это же время, мать, укладывая детей спать после выступлений и укутывая их одеялом, напоминала о том, как прекрасно быть Свидетелями Иеговы. Многие года Кэтрин оставалась в неведении о том, что происходило в стрип-клубах.
Журналист Дж. Рэнди Тараборелли, который изучал детство Майкла Джексона, заметил, что в таком юном возрасте певец мог вообще не осознавать, что испытывает сексуальное возбуждение от подобных действий. Отмечая, что в дальнейшем взгляды Джексона на секс отличались от мировоззрения и матери и отца.

### Поклонницы и проститутки
У Джексона была возможность заниматься сексом с поклонницами и проститутками. Как участники становившейся успешной группы Jackson 5, братья Майкла Джермейн и Джеки нашли выгоду в славе. Когда они были в туре по стране, у них был секс со многими фанатками. Главой семьи был их отец Джозеф, который часто изменял жене Кэтрин с фанатками его сыновей. Двое братьев шли в гостиничный номер, где двоим младшим братьям Майклу и Марлону приказали «притвориться спящими». Одно из похождений Джермейна описано в этом случае:

«Мы пошли с ним в кровать,  он забрался на верхний ярус. Когда дело доходило до кульминации, он задрожал так громко, от чего я испугалась, что проснутся Майкл и Марлон, которые спали в 3-х футах от кровати. Так как я думала, что они спали, то тихонько выходила из комнаты, и услышала, как Майкл сказал Джермейну: „Хорошая работа. А теперь можем мы, пожалуйста, немного поспать?“»

В то время как Марлон шёл по стопам старших братьев, у Майкла никогда не было секса с фанатками из-за того, что он считал, что поведение его братьев отвратительно по отношению к женщинам. Вдобавок к тому, что Джексон не трогал фанаток, как сообщается, он не был заинтересован в сексе в юном возрасте. Однажды, якобы, когда поп-певцу было 15 лет, глава семьи подговорил двух проституток, чтобы они лишили невинности юную звезду. Девушкам приказали «заняться им», после чего они закрылись с ним в комнате. Неизвестно выполнили ли проститутки полные услуги с Джексоном. Его старшая сестра Риби позже заявила, что событие травмировало его.
Хотя у него не было желания заниматься с ними сексом, Джексон часто общался с проститутками, когда был молодой. Джеймс МакФилд, который работал с The Jackson 5, заявил, что лидеру группы нужно было часто с кем-нибудь поговорить. Именно в эти времена певец знакомился с женщинами для товарищеских отношений. МакФилд утверждал, что он никогда не был очевидцем любых сексуальных отношений, и чтобы женщины были во вкусе Джексона; «Он любил милых девушек, чистых девушек, у которых, как бы так сказать, не было тёмного прошлого».
Джексон иногда подсказывал и советовал фанаткам и проституткам развлекать его братьев. Одна фанатка Джексона была выбрана из зала, чтобы встретиться с Джеки. За кулисами ей дали клочок бумаги с адресом и местом, в котором они должны были состыковаться. Майкл пытался обратиться к ней и предупредить, что его братья не очень хорошо обращаются с девушками. Сменив тему, фанатка попросила у поп-звезды автограф, а он написал на листке «Пожалуйста, не иди». Девушка проигнорировала просьбу Майкла и пошла в апартаменты, где у неё был секс с Джеки. После Джеки заявил девушке, что они больше никогда не увидятся. Опозоренная и расстроенная, фанатка ушла из апартаментов в слезах.
В другом случае проститутка пришла в комнату Джексона после концерта на Madison Square Garden. Поп-звезда спросил проститутку, почему она стала этим заниматься, хочет ли она секса с ним и сколько это стоит. Женщина ответила, что стала проституткой из-за денег, но она бесплатно займётся с ним сексом, потому она его хочет. Потом проститутка начала расстегивать блузку, обнажая грудь. Явно испытав отвращение, Джексон отвернулся и попросил её «убрать все обратно». Певец взамен предложил ей пообщаться, на что проститутка ответила отказом: она пришла не для того, чтобы говорить. Вместо этого она дала Джексону телефон, убеждая его позвонить ей, когда он захочет «развлечься». Молодой музыкант был признателен проститутке, когда она уходила, заявив ей, что он, возможно, позвонит ей однажды, но этого никогда не сделал.

## Первые отношения

### Татум О’Нил

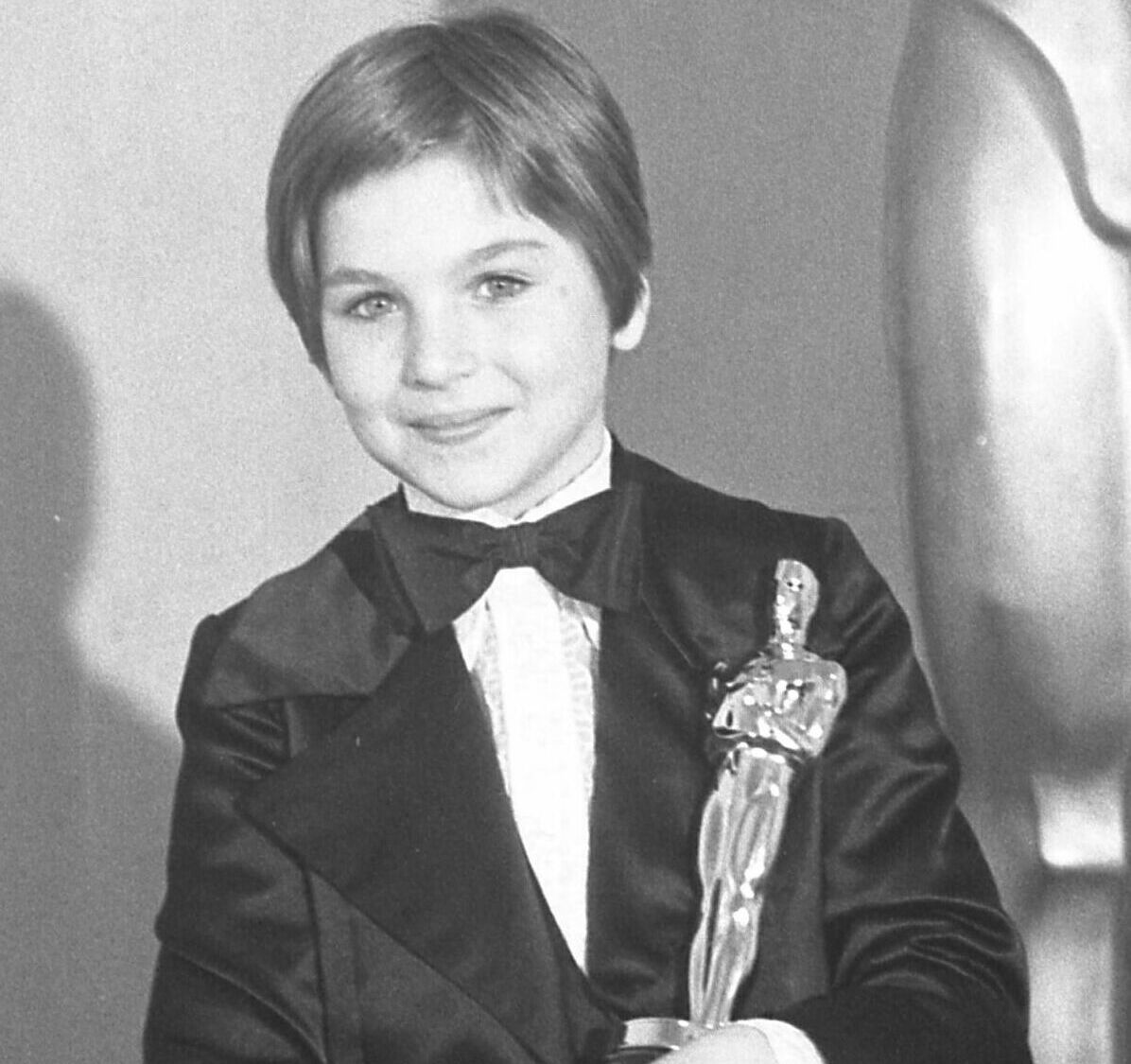
Татум О’Нил в 1974 году

Одни из первых официальных отношений Джексона были с детской актрисой Татум О’Нил в 1970-х. Отношения пары упрочились к тому времени, когда О’Нил было 12, а Джексону 17, а слухи о них появлялись в колонке новостей потом ещё несколько лет. В 1982 году он и О’Нил завязали серьёзные отношения, но из-за того, что оба были бесконечно заняты, они охладели к другу другу и просто остались друзьями Согласно О’Нил, они окончательно потеряли связь после того, как она не смогла сопровождать его на премьере фильма Виз (1978).
В документальном фильме 2003 года Жизнь с Майклом Джексоном поп-звезда заявил, что где-то в начале их отношений 12-летняя актриса пыталась соблазнить 17-летнего певца. Согласно Джексону, инцидент случился в доме актрисы, выигравшей Academy Award, где она пыталась расстегнуть рубашку подростка и намекала недвусмысленно на секс. Поведение О’Нил явно слишком поразило Джексона, который испугался и закрыл лицо, пока актриса не ушла. В ответ на это заявление О’Нил сказала, что «просто в шоке, как и все». Она сказала, что хоть и уважает Джексона как артиста и как личность, у него всё-таки «очень бурная фантазия». Актриса назвала его заявление «ошибочным»; «в 12 лет она не могла „быть“ настолько зрелой или опытной, как он это описал».
О’Нил выпустила автобиографию A Paper Life в 2004, через год после документального фильма Джексона. В книге она заявила, что это Джексон пытался поцеловаться с ней. Актриса написала: «Мне было всего лишь 12, я была совсем не готова для взрослых встреч […] Майкл так сильно вспотел, казалось, что он был так же напуган, как и я. Он нервно подскочил и сказал: „Ой … мне пора идти“.»

### Брук Шилдс

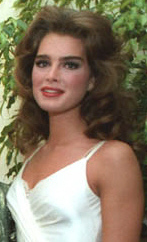
Брук Шилдс в 1983 году

Джексон встретил 15-летнюю модель Брук Шилдс в 1981 на Academy Awards. С того времени пара наслаждалась близкими отношениями, которые, по заявлениям Шилдс, впоследствии были абсолютно асексуальные. В 2009 модель сказала, что они были близки, потому что секс никогда не был проблемой для них. Она также призналась, что хотя Джексон никогда формально не предлагал — он описал его отношения с моделью как «романтически серьёзные» в автобиографии 1988 года Лунная походка — часто говорил об их свадьбе и воспитании приёмных детей. Предложения были приняты с порицанием от Шилдс, которая чувствовала, что такие действия «слишком расстроят [её] жизнь».
В дальнейшем они все реже и реже видели друг друга, поэтому окончательно утратили всякую связь. До смерти Джексона в 2009, пара не виделась 16 лет. Шилдс заявила, что в последние годы певца, ей «было сложнее набрать необходимый номер и дозвониться ему». После смерти Джексона, модель говорила о Майкле на его похоронах в июле 2009. Шилдс вспомнила проведённое с ним время в прошлом, заявив:

«Вспоминая момент когда мы познакомились, и как много времени мы проводили вместе, и куда бы мы ни шли вместе, всюду были заголовки, типа „недолговечная пара“ или „бесперспективная пара“, но для нас это были самые настоящие и самые простые отношения…. Майкл всегда знал, что мог рассчитывать на мою поддержку, и что я буду его девушкой, и что мы всегда будем веселиться где бы мы ни были. У нас была связь… Нам обоим пришлось стать взрослыми очень рано, но когда мы были вместе, мы были два ребёнка, которые просто веселятся».

## Лиза Мария Пресли

### Первая встреча и ухаживания

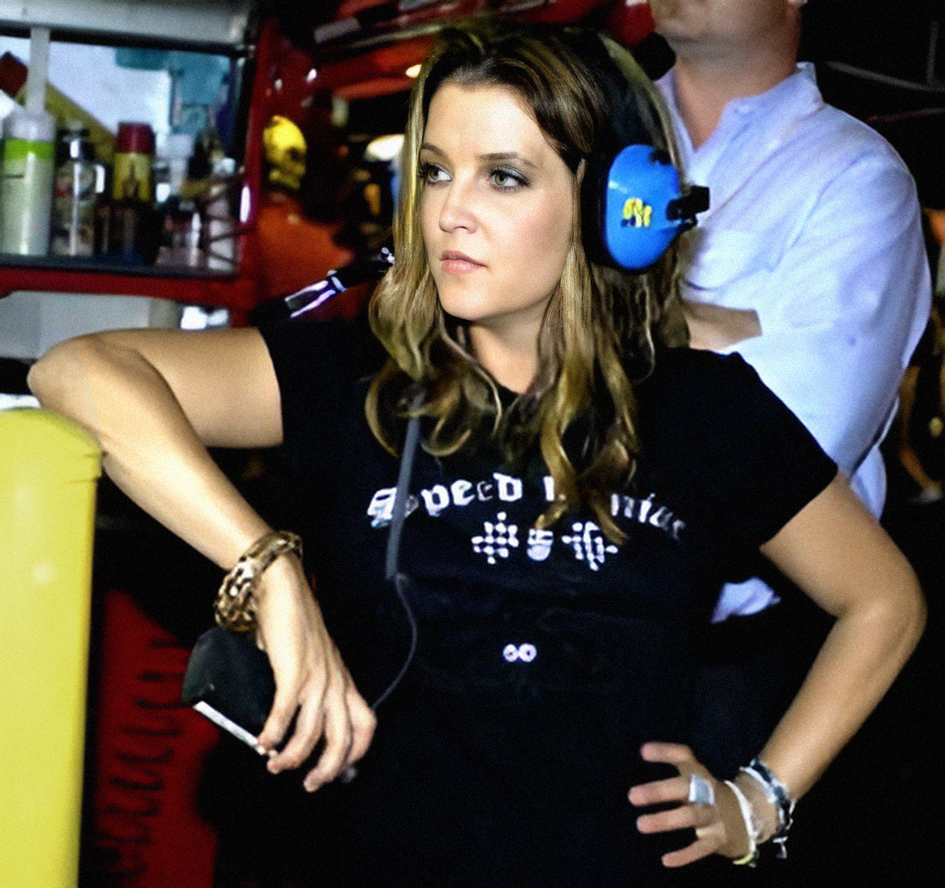
Лиза Мария Пресли была представлена Джексону её отцом Элвисом

В 1974 году 16-летний Майкл Джексон познакомился со своей будущей женой в MGM Grand Hotel and Casino в Лас-Вегасе через её отца «Короля рок-н-ролла» Элвиса Пресли. Лизе Марии было 6, когда Элвис впервые привел её в отель посмотреть шоу группы The Jackson 5,  большой фанаткой которой она была. Девочка была чрезвычайно восхищена лидером группы Майклом Джексоном и его танцевальным талантом.
Позднее они встретились аж в 1993, на закрытом банкете дома у их общего друга и артиста Бретта-Ливингстона Стронга. Зная, что Пресли искала помощь в музыкальной индустрии, у Стронга были кассеты с записью для Джексона, который был впечатлен голосом певицы. Пара разговаривала всю оставшуюся ночь, пока Джексон не ушёл. К этому моменту, согласно Стронгу, певец кинул на Пресли проницательный взгляд и сказал законспирированным голосом: «У нас будут большие проблемы. Подумай об этом, детка!»
Через несколько дней после этой беседы Пресли и Джексон говорили по телефону практически каждый день, налаживая крепкие взаимоотношения. Оба стали понимать, что у них было много общего: оба были защищены и укрыты от реального мира, оба чувствовали, что у них не было нормального детства, оба не доверяли посторонним, проведя большую часть жизни, чувствуя, что их эксплуатировали. У обоих были проблемы с прессой. Пресли выросла в Грейсленде, а Майкл жил в Неверлэнде. Пара чувствовала, что они понимают друг друга и они родственные души.
Когда Джексон встречался с Пресли в 1993, он стал объектом обвинений о растлении малолетних, поэтому положился на поддержку певицы. Он звонил Пресли из-за границы, когда поехал во второй этап тура Dangerous World Tour, во время которого усугубилось расследование о растлении малолетних. Во время таких телефонных разговоров, звезда пыталась развеять грусть Джексона юмором и советом. Пресли позже вспоминала, что она верила в невиновность музыканта и что она могла «спасти его». Преисполненная прошлыми пристрастиями и смертью отца, Пресли поддержала Джексона, когда он стал зависим от болеутоляющих, убедив его урегулировать заявления без разбирательства суда и отправиться в реабилитационный центр. Впоследствии он сделал и то, и другое.

### Предложение и свадьба
Во время очередного звонка Пресли Майкл предложил ей выйти замуж. «Если я попрошу тебя выйти за меня замуж, ты согласишься?», — спросил певец. Все ещё находясь в браке с актёром Дэнни Кеохом, за которого она вышла замуж в 1988 и от которого у неё было двое детей, Пресли ответила согласием. После паузы Джексон ответил, что ему нужно в уборную. Певец объяснил своей новоявленной невесте, что он по-настоящему любит её и что она должна ему верить.
После нескольких месяцев помолвки, Джексон и Пресли поженились 26 мая 1994 на церемонии в Доминиканской Республике. Пресли развелась с Кеохом только за 20 дней до этого события. 15-минутная церемония была проведена Судьей Уго Франсиско Альваресом Пересом у него дома в La Vega Province. Бракосочетание состоялось в Испании, и было переведено Джексону и Пресли адвокатом. Ева Дарлинг, подруга Пресли, была свидетельницей с мужем Томасом Кеохом, братом Дэнни. Ко времени их женитьбы пресса и общественность не знали, что эти двое были уже знакомы. Свадьба была в секрете и от семьи Джексона, и от матери Пресли Присциллы. Узнав о свадьбе Джексона, неделю спустя, Присцилла разозлилась: ей казалось, что поп-певец использовал её дочь, чтобы восстановить свой имидж после обвинений в растлении малолетних. Для прессы, однако, Присцилла заявила, что она была «готова поддержать Лизу Марию во всем, что она делает».
У бракосочетания были смешанные реакции от СМИ, спустя два месяца после того, как это стало достоянием общественности. Некоторые источники назвали брак союзом «Короля поп-музыки» и «Принцессы рок-н-ролла» и «Свадьбой Века». Один газетный заголовок насмехался: «Брак Джексон-Пресли Производит Шок, Сомнительно, Смешно…». Обратившись к журналистам и общественности новоявленная миссис Пресли-Джексон Пресли сделала заявление:

«Мое имя в браке звучит Миссис Лиза Мария Пресли-Джексон. Мой брак с Майклом Джексоном произошел на закрытой церемонии за пределами США (11) недель назад. Официально не было объявлено до сих пор по некоторым причинам; прежде всего, потому что у нас есть личная жизнь, мы и так живем под пристальным вниманием прессы. Мы оба хотели приватной церемонии без внимания со стороны журналистов. Я очень люблю Майкла, я посвящу ему свою жизнь, будучи женой, я понимаю и поддерживаю его. Мы оба ждали того момента, когда создадим семью и будем жить счастливо и благотворно вместе. Мы надеемся, что друзья и фанаты поймут и будут уважать нашу личную жизнь».

### Жизнь после свадьбы и разногласия
На следующий год после свадьбы, молодожены проводили время на ранчо Неверленд площадью 13000  м² в Санта-Инезе и в особняке Пресли площадью 5000 м², в 161 км от Хидден Хиллс. Не обращая внимания на общественное мнение, Пресли не переехала в дом Джексона после женитьбы. Согласно Рэнди Тараборелли, это было из-за того, что она хотела остаться независимой, а дети певицы (Даниэль и Бенжамин), посчитали, что их отчим был «немного странноват».
Первое телевизионное совместное появление пары было сделано в 1994 году на MTV Video Music Awards, которое было названо как «запоминающийся момент». Держась за руки, пара прошлась по сцене в Нью-Йорке. Перед телеаудиторией в 250 миллионов Джексон объявил: «Просто представьте, никто не мог подумать, что это у этого есть будущее», а потом заключил Пресли в поцелуе. Потом жена Джексона разозлилась на него, почувствав что он использует её. Поп-певец аргументировал, что поцелуй, который был наречен «Поцелуем Века», будет обсуждаться ещё долгие годы людьми, которые будут прокручивать этот отрывок снова и снова. Попытки Джексона успокоить жену оказались тщетными; она сказала певцу «даже не приближайся ко мне» и злилась ещё несколько дней.
На той же неделе у Джексона и Пресли был ещё один конфликт. Журналисты предположили, что если бы Элвис был жив, он бы не одобрил свадьбу своей дочери. Раздосадованный, как сообщается, Джексон предложил совершить спиритический сеанс, чтобы подключиться к умершему «Королю рок-н-ролла». Во время сеанса они спросили его мнение об их браке. Пресли посчитал, что идея была дурна, и по поводу предложения Джексона предупредил: «Если ты будешь продолжать в том же духе, то им понадобится медиум, чтобы вызвать тебя с того света, потому что я сейчас тебя туда затащу». Пара вроде бы никогда больше не вспоминала об этом инциденте.

### Prime Timeи дальнейшие трудности брака
Джексон и Пресли появились на телешоу Primetime в июне 1995. В первом интервью Джексона с 1993, и первом, в принципе, для Пресли, Дайан Сойер задала паре серию «независимых» вопросов о личной жизни, согласно Jet. Пресли хвасталась, что у неё с Джексоном регулярный секс, потом Сойер спросила об их сексуальной жизни. А когда спросила был ли брак фиктивным, Пресли утверждала, что такие слухи — «фуфло»; певица заявила, что она не выйдет замуж по другой причине, кроме как по любви. Она заключила, что если общественность думает как-то по-другому, пусть тогда «подавятся». На следующий день Пресли думала, что интервью было катастрофой; она надеялась, что пара покажется серьёзной, однако, Джексон иронизировал во время шоу, а последней каплей было, когда он держал два пальца за головой жены, чтобы сделать рожки дьявола. Подруга Пресли Моника Пастелль призналась, что с этого момента певица начала задумываться, где она допустила ошибку в выборе Джексона как долгосрочного партнёра.
Дальнейшей проблемой пары стала настойчивость Джексона быть возле детей. Хотя Лиза Мария никогда не верила, что он педофил — «Я бы не позволила ему быть с моими детьми, если бы так думала» — она поняла, что её муж сам больше открывался для слухов и инсинуации после обвинений в 1993 году. Однажды вечером в Неверленде Пресли поссорилась с поп-звездой из-за этой проблемы и столкнулась с непокорным Джексоном, приводившего другой аргумент. Она обвинила его в эгоистичности, на что музыкант указал на свои гуманитарные кампании. Пресли возразила, что его филантропия не относится к делу, эта проблема касается их отношений.
Жена Джексона также совсем не хотела иметь детей от певца. Представив будущее и что бы случилось, если бы брак распался, Пресли увидела «кошмарную битву за опекунство». Вдобавок она думала, что её муж был слишком эмоционально незрелым, чтобы быть родителем, за которым надо каждый день приглядывать за тем, как он ведёт себя с другими людьми. Она была убеждена, что ему самому нужен был родитель. Джексон признался: «Моя подруга Дебби [Роу] сказала, что забеременеет от меня и выносит нашего ребёнка. Если ты этого не сделаешь, то сделает она. Как тебе это?» Пресли безразлично ответила, что её это устраивает.
После нескольких беспокойных месяцев Джексон оказался в больнице, он был в плохом состоянии во время репетиций для концерта в Нью-Йорке. Пресли приехала навестить больного мужа, там снова произошёл жаркий спор. Ссора закончилась только после того, как Джексон известил её, что из-за неё у него разорвётся сердце, и попросил её уйти. Она оказала услугу, по совету доктора, и матери Джексона Кэтрин. Как только Пресли вышла из здания, она вернулась в Лос-Анджелес. После выписки из больницы, Джексон поехал в «Диснейленд Ризорт» чтобы набраться сил. Не обращая внимания на жену, певец поехал как минимум с шестью детьми.

### Развод
Пресли подала на развод в начале 1996, ссылаясь на противоречивые разногласия, и назначила дату на 10 декабря 1995, сразу после инцидента в госпитале. Бракоразводный процесс закончился 20 августа 1996. Находясь в браке, певица получила 10% от авторского гонорара HIStory: Past, Present and Future, Book I, альбом, на котором содержался «You Are Not Alone», клип, в котором полуголая Пресли и Джексон резвятся на божественном фоне. Поскольку она не подписала соглашение о конфиденциальности, дальнейшее условие гласило, что Пресли может написать откровенные признания в книге о времени, проведённом с Майклом. На тот период «Принцесса рок-н-ролла» призналась, что она не желает писать мемуары; у певицы осталось уважение к Джексону и она не хотела говорить о нём критически. Пресли также хотела сохранить своё собственное достоинство и оставить их совместную жизнь в секрете.
Легко сомневаться в отношениях Майкла с ней, но сделав так, рискуешь проигнорировать его человечность. Несмотря на пластическую хирургию, безумные отношения с мальчиками и прочее эксцентричное поведение, которое делало Майкла Джексона такой странной индивидуальностью, он до сих пор остаётся человеком с эмоциями, чувствами и бьющимся сердцем – и каким-то образом Лиза Мария Пресли была та, которая смогла искренне затронуть его, по-настоящему повлиять на него.
Развод оказался труден для Джексона, несколько недель он провёл в депрессии. Пресли была первым человеком, с которым он установил взаимоотношения на таком высоком уровне. Она поддерживала его, когда на него посыпались обвинения и стал зависим от болеутоляющих. Это было также в первый раз, когда поп-певец испытывал такое сексуальное влечение к кому-то. Пресли могла заставить его открыться и выразить себя через физические совместные интимные моменты. В то время Джексон боялся, что не будет другой женщины, которая заставит его почувствовать то же самое, что и к бывшей жене. Наконец он понял, что ему надо двигаться вперед; у него на носу был мировой тур и работа над музыкой. Джексон также знал, что Пресли никогда не родит ему, чего он так страстно желал.

## Дебби Роу

### Подоплёка и завязывание отношений
Дебби Роу познакомилась с Майклом Джексоном в середине 1980-х, работая ассистенткой у дерматолога поп-звезды д-ра Арнольда Кляйна. Роу лечила витилиго Джексона, которое ему диагностировали в 1986 году и которое ещё принесёт вред его внешнему виду до конца его жизни. Роу поддержала Джексона, давая ответы на вопросы Джексона о его состоянии здоровья. Пара стала хорошими друзьями; поп-звезда часто посылал авторские товары женщине, которая вешала их на стены офиса. По свидетельству подруги Роу, Тани Бойд, ассистентка зациклилась на Джексоне, боготворила его и его качества. Она сказала своей подруге: «Если бы люди знали его, как я, они бы не подумали, что он странный. Он уникальный, энергичный на самом деле».
Дружба Джексона и Роу сохранится ещё несколько лет, в течение которых ассистентка выйдет замуж и разведётся с Ричардом Эдлманом мужчиной, с которым, по её словам, она была в капкане. Роу и музыкант разговаривали о неудавшихся браках; его с Пресли, а её — с Эдлманом, учителем в Hollywood High School. Как и первая жена Джексона, Роу поддерживала певца, когда его обвинили в растлении малолетних. Джексон хранил дружбу с Роу в секрете от своей жены, которая потом всё-таки узнала, но не считала её соперницей; она думала, что ассистентка дерматолога была не во вкусе её мужа, потому что та не была достаточно гламурной.

### Первая беременность и выкидыш
Когда Пресли отказалась вынашивать ребёнка Джексона, Роу предложила родить ребёнка для поп-певца. Сразу после развода Пресли и Джексона Роу забеременела, но у неё случился выкидыш в марте 1996. Событие шокировало женщину, которая боялась, что никогда не сможет больше родить. Джексон успокоил и утешил Роу в тяжёлом испытании, которое осталось скрытым от журналистов и общественности.

### Вторая беременность и реакция
Джексон отправился в первый этап тура HIStory World Tour в сентябре 1996. После первого месяца в туре и нескольких месяцев после развода с Пресли, личная жизнь Джексона была во всех заголовках, так как обнаружилось, что Дебби Роу носила его ребёнка. На страницах таблоида News of the World была рассказана история под заголовком «У меня ребёнок Джексона». Роу яростно отреагировала на публикацию, заклеймив персонал редакции «ублюдками», и жаловалась, что они сообщили об истории, как будто она и Джексон были наркоманами. Рэнди Тараборелли позже заметил, что статья, которая была собрана из секретной записи на ленте между Роу и её подругой, попала прямо в точку. Она подробно рассказывала о том, что Джексон был отцом малыша и что он вырастит ребёнка сам. Она также гласила, что Джексон сделал ребёнка Роу искусственно при помощи его спермы, «верном» методе оплодотворения. В дальнейшем журналисты заявляли, что отношения были «экономическими»: она вошла во вкус денег, а он увидел малыша.
В заявлении Джексон осудил обвинения по поводу экономических отношений и использовании искусственного оплодотворения, назвав их «совершенно ложными и легкомысленными». Несмотря на отрицания, было замечено, что Роу получила миллион долларов от Джексона в качестве «подарка» за все годы. Среди судебных документов, поданных против Джексона в 2002 управляющим делами Мюнгом Хо Ли, ежемесячный бюджет для Джексона был детализирован и включал оплату в размере $1.5 миллионов платежей для Роу. Поп-музыкант позже купил женщине дом стоимостью $1.3 миллиона в 1997; он и Роу никогда не жили вместе.
Когда новости о беременности Роу дошли до матери Джексона Кэтрин, родоначальница семьи Джексонов убедила своего сына жениться на матери пока ещё неродившегося сына. Кэтрин не хотела, чтобы её сын был похож на отца, который зачал незаконного ребёнка от другой женщины во время брака с матерью Джексона. Кэтрин первая поговорила по телефону с Роу о девственности до брака и вере Свидетелей Иеговы. Потом она поговорила с Джексоном, посоветовав ему жениться на «этой милой девушке Дебби» и «дать ребёнку свою фамилию, а не так, как у его бедной сводной сестры Джо’Вонни». Слова нашли отклик у музыканта, который не хотел повторять грехи отца.
До слов Кэтрин у Роу было намерение стать суррогатной матерью; она бы отдала Джексону малыша в качестве дружеской поддержки, а он бы вырастил его. Джексон намеревался выпустить заявление после рождения, что личность матери засекречена, как и многие личности суррогатных матерей защищены. По настоянию Кэтрин, однако, Джексон позвонил Роу и попросил её встретиться с ним в Австралии, где он мог оставаться столько, насколько это было возможно. Там поп-певец высказал свои планы об их свадьбе на следующий же день.

### Свадьба
Джексон и Роу поженились 13 ноября 1996, в Sheraton в Park Hotel в Сиднее. За ночь до свадьбы Джексон позвонил Пресли, которая дала ему и Роу благословение. Пара обменялась клятвами в отеле самого большого города Австралии в присутствии 15 друзей. Свидетелем на свадьбе был 8-летний мальчик Энтони, который, по заявлению Джексона, был его племянником. Для этого случая Джексон специально прихорошился. Рэнди Тараборрелли написал в книге Майкл Джексон: жизнь короля:

«Майкл нанёс тональный крем и прозрачную пудру, которая сделала его почти абсолютно белым. У него была чёрная подводка на глазах, выделяющая миндалевидную форму глаз, они выделялись как два уголька. Он выделил нос и скулы бронзантом. Брови были выщипаны и зачернены. На нем была чёрная шляпа и по локону с двух сторон на лице. Также на нем были фальшивые баки. Общий эффект был потрясающим, так сказать, в стиле Диснейлэнда».

Реакция СМИ и общественности на свадьбу была негативной и скептической. Некоторые комментаторы подумали, что Джексон женился на нелюбимой и что неизвестно, является ли ребёнок Роу биологически от Джексона или нет. Daily Mirror, британская таблоидная газета, опубликовала фотографию Роу на балконе австралийского отеля. На ней она держалась за голову. Один биограф Джексона заявил, что испуганная и разъярённая поза женщины скорее всего была из-за чрезмерной близости папарацци. Daily Mirror, однако, выпустил фотографию, насмешливо восклицая: «О, Боже! Я только что вышла замуж за Майкла Джексона».

### Рождение Принца Майкла
Первый совместный ребёнок Джексона и Роу, Майкл Джозеф Джексон мл. (также известный, как «Принц Майкл»), родился 13 февраля 1997 в Cedars-Sinai Medical Center в Лос-Анджелесе. Малыша назвали в честь дедушки Майкла и прадедушки, которых обоих звали Принцами. После того, как Роу и Джексон вместе перерезали пуповину, Принца забрали в палату интенсивной терапии, где он провел 5 часов с небольшими проблемами. Потом Майкл забрал ребенка на ранчо Неверлэнд. Мать Принца восстанавливала силы в доме подруги сразу после выписки из больницы.
Через 6 месяцев после родов, Роу увидела сына в первый раз с момента его прихода в этот мир. Она встретилась с Джексоном, чтобы сфотографироваться со своим новорождённым сыном в отеле. После прибытия Роу сопроводили в номер отеля, где ей дали подержать младенца и велели улыбнуться на камеру вместе с Майклом. После её отправили домой. Роу не хотела сильно привыкать к Принцу, так как она чувствовала, что ей будет труднее справиться с ситуацией. В Неверлэнде о Принце в течение его первых нескольких месяцев жизни заботилась команда из 6 нянек. Согласно одной няне, которая работала на калифорнийском ранчо, мать Принца Майкла не привнесла ничего значительного в детство ребёнка. «Я видела её, наверное, от силы три раза, и она выглядела очень угрюмой».

### Третья беременность и рождение Пэрис
Роу объявила, что она беременна вторым ребёнком Джексона в ноябре 1997. Она родила девочку, которую назвали Пэрис, в честь французского города, в котором, по словам родителей, она была зачата. 3 апреля 1998 родилась Пэрис Майкл Кэтрин Джексон. Её вторые имена достались от бабушки и отца. Джексон позже заявил, что он так тревожился после рождения дочери, что «схватил» её и выбежал из дома «прямо с плацентой и во всем, в чем её мать родила». Роу позже подтвердила, что Джексон заморозил плаценту. После рождения товарищи Джексона обратились с просьбой к Папе в Ватикане, чтоб Понтифик персонально крестил дочку поп-звезды. Служащий Папы проинформировал Джексона в письме, что глава Католической Церкви не будет участвовать в том, что, возможно, будет воспринято как пиар-ход.

### Развод
Испытывая неудобство от их соглашения, Роу попросила у Джексона развод, который он гарантировал без возражений 8 октября 1999 года. Роу получила около $10 миллионов по постановлению, которое началось с непосредственной выплаты суммы в $1.5 миллиона. С разводом Роу дала Джексону полные права опекунства над их детьми. На тот момент и Роу, и Джексон попросили конфиденциальности, и чтобы общественность не обсуждала причины их развода. Они заключили, что несмотря на конец семейной жизни, у них останутся дружеские отношения.

### Последствия

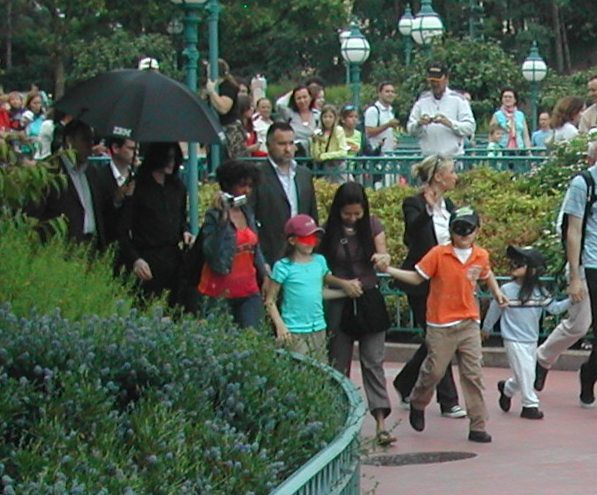
Майкл Джексон с тремя детьми в 2006. Двое старших от Дебби Роу.

После развода Джексон захотел ещё третьего ребёнка. Принц Майкл II родился 21 февраля 2002 от неизвестной суррогатной матери. Роу отрицала биологическое материнство Принца Майкла II, у которого прозвище «Бланкет». Джексон заявил, что малыша зачали посредством искусственного оплодотворения, используя его сперму. Потом он заявил, что он не знает матери, а она — его. Поп-звезда добавил, что он не спрашивал о расовой принадлежности суррогатной матери. Однако, ему было важно, чтобы она была интеллигентной, здоровой, и у неё было хорошее зрение.
В документальном телефильме The Michael Jackson Interview: The Footage You Were Never Meant to See, в опровергающем видеоинтервью 2003 года Мартина Башира Жизнь с Майклом Джексоном, Роу попыталась объяснить их отношения с Джексоном и её двумя детьми:

"Мои дети не называют меня мамой, потому что я не хочу, чтобы они меня так называли. Это дети Майкла. Не то, чтобы это не мои дети, я их родила, потому что хотела, чтобы он был их отцом. Люди высказывают: «Я не могу поверить, что она оставила своих детей». Оставить их? Я оставила своих детей? Я «не» оставляла своих детей. Мои дети с их отцом, где они и должны быть. Я сделала это не для того, чтобы быть матерью… Если он позвонит мне сегодня и скажет «давай сделаем ещё 5 [детей], я сделаю это не раздумывая».

В 2006 Роу попросила доступ к двум своим детям, чтобы восстановиться и впоследствии достигнуть соглашение с Джексоном. После смерти певца в 2009 году его мать Кэтрин стала главным опекуном Принца Майкла, Пэрис и их сводного брата Принца Майкла II. Вдобавок, в новом соглашении об опекунстве у Роу появилось право посещать двоих детей, и она продолжит получать супружескую поддержку.
Часто возникали вопросы, биологический ли отец Джексон трем детям. Сомнения впервые всплыли наружу, после того как обнаружилось, что у сына афроамериканского музыканта Принца «светлая кожа». Джексон настаивал в 2003, что дети биологически от него.

## Заявления относительно сексуальности
Несмотря на отношения с женщинами, сексуальная ориентация Джексона была предметом обсуждения и разногласий десятилетиями. Поп-певец сталкивался с заявлениями о том, что он гомосексуал с подросткового возраста, а позже его назвали асексуальным. Одна газетная история 1970-х годов гласила, что тогда ещё 19-летней певец перенёс операцию по перемене пола и женился на писателе Клифтоне Дэвисе. Джексон узнал об истории от плачущей фанатки. Музыкант заверил девушку, что это лживая история и назвал её «глупым слухом». История распространялась ещё многие месяцы, из-за чего Джексон расстроился; он рос в семье, где гомосексуальность воспринималась греховной. Джексон продолжал отрицать гомосексуальность всю свою жизнь. В интервью 1979 года поп-звезда заявил, что он не был геем и что он не будет «нервничать потому, что люди считают, что у него был секс с мужчинами». Он добавил, что если он позволит слухам повлиять на него, то потеряет своё достоинство. Он выразил мнение, что многие фанаты могут быть геями, и что ему на это наплевать. «Это их жизнь, а меня не касается».
В 1993 Джексон был обвинен в растлении малолетних Эваном Чендлером от лица 13-летнего ребёнка, Джордана Чендлера. Новость вызвала мировой скандал. Майкл Джексон выступил с телеобращением к публике, в котором отрицал обвинения и просил не выносить суждений о нём на основании недоказанных утверждений. Хотя Эван не обращался в полицию, публичные обвинения спровоцировали полицейское расследование, в ходе которого Майклу пришлось пройти унизительный осмотр и продемонстрировать свои гениталии полиции для сравнения с тем, что описывал мальчик. Не зная, выдвинут ли Майклу Джексону уголовные обвинения в результате расследования, его адвокаты пытались отсрочить рассмотрение гражданского иска с целью дать артисту возможность сначала отстоять свое имя в уголовном процессе (если он случится) перед непредвзятым судом присяжных. Однако в отсрочке рассмотрения гражданского иска им было отказано. Отказ от показаний в гражданском деле фактически приравнивался к проигрышу. Если Джексон не воспользуется правом на молчание в гражданском, то это может привести к негативным последствиям в уголовном разбирательстве. В итоге команда Джексона приняла решение урегулировать гражданский иск, чтобы снизить риски в возможном уголовном процессе и репутационные потери для артиста в результате продолжительного освещения тяжбы в СМИ. 5 января 1994 года, за несколько недель до урегулирования, Джексон выступил с пятиминутной речью на 26-й церемонии награждения NAACP, утверждая, что он невиновен. По договору Майкл выплатил в пользу Джордана Чандлера более 15 миллионов долларов. В совместном интервью со своей женой Лизой Марией Пресли Майкл Джексон объясняет причину подписания соглашения по гражданскому делу: адвокаты не могли гарантировать ему объективное судебное разбирательство. После получения денег Джордан добровольно отказался свидетельствовать против Майкла в уголовном деле. Уголовное расследование продолжалось ещё пару месяцев, однако, в результате два собранных окружным прокурором больших жюри не нашли оснований для выдвижения Майклу Джексону каких бы то ни было обвинений.
Дальнейшие обвинения в растлении малолетних были сделаны в 2003 году 13-летним Гэвином Арвизо. Обвинения появились после того, как Джексон и мальчик появились в документальном фильме «Жизнь с Майклом Джексоном», в котором Король поп-музыки заявил, что он спит в кровати вместе с детьми без сексуальной подоплёки. Музыкант впоследствии был обвинен по четырём пунктам в приставании к несовершеннолетним, четырём пунктам в использовании интоксиканта (алкоголя) в отношении малолетнего, одному пункту в тайном похищении несовершеннолетнего, и одному пункту в организации заговора с целью насильного удержания ребёнка и его семьи на ранчо Неверлэнд. После 5 месяцев судебных разбирательств Джексону предъявили обвинения в приставании к ребёнку, и утверждали, что он пытался похитить семью Арвизо в монгольфьере. Он отрицал все обвинения, а члены его семьи объявили, что он был жертвой вымогательства. Один друг, Фирпо Карр, удивился обвинениям, выдвинутым против певца, который к тому времени жил на ранчо Неверлэнд. «Я удивляюсь, что они не обвинили его в жестокости, потому что там есть и зоопарк. Я думаю, что через некоторое время это будет казаться нелепым». 13 июня 2005 присяжные заключили, что Джексон невиновен по всем пунктам. После смерти певца в 2009 году Гэвин Арвизо признался, что отец заставил его оклеветать Джексона ради денег.
В обоих расследованиях полиции содействовало ФБР, собиравшее материалы в дело Джексона более десяти лет. Дело было опубликовано на сайте ФБР после смерти артиста и не содержало подтверждений какой-либо противозаконной деятельности 